# Orgyen
Orgyen (auch: Urgyen, Ugyen, Ogyen; tib.: o rgyan oder u rgyan, THDL: Orgyen, Transkription der VRCh: Ogyain; Bedeutung: Oddiyana) ist ein häufig verwendeter Bestandteil tibetischer Namen.
Folgende Personen tragen diesen Namen:
- Orgyen Choggyur Lingpa (1829–1870), tibetisch-buddhistischer Tertön
- Orgyen Jigme Chökyi Wangpo (1808–1887), Lehrer und Autor der Nyingma-Schule des tibetischen Buddhismus
- Orgyen Terdag Lingpa (1646–1714), Gründer des Klosters Mindrölling
- Orgyen Thrinle Dorje (* 1985), einer der beiden 17. Karmapas
- Orgyen Wangchug (1861–1926), erster Drug Gyelpo von Bhutan
- Trülku Orgyen (1920–1996), tibetisch-buddhistischer Lama der Kagyü- und Nyingma-Linie